# Остролодочник тодомоширский
Остролодочник тодомоширский, или Остролодочник монеронский (лат. Oxytropis todomoshiriensis), — вид растений рода Остролодочник (Oxytropis) семейства Бобовые (Fabaceae), растущий на каменистых травянистых приморских склонах. Эндемик России (остров Монерон).

## Ботаническое описание
Растение мохнатое от опушения, с разветвленным светлым каудексом. Цветоносы равны листьям или длиннее, крепкие, оттопыренно мягкоопушенные. Прилистники яйцевидно-ланцетные, острые, сросшиеся с черешком при основании и между собой до середины, с одной ветвистой или несколькими жилками, с оттопыренными волосками. Листочки в числе 7—11 пар, овально-ланцетные или ланцетные, желтовато-зеленые, снизу густо прижато-волосистые.
Соцветие многоцветковое, головчатое. Прицветники трявянистые, мохнатые, по длине равные чашечке. Чашечка трубчато-колокольчатая, слегка вздутая, синеватая, мохнатая от белых волосков, с ланцетными зубцами в 2—3 раза короче трубки. Венчик пурпуровый. Флаг 22—25 мм длиной, яйцевидно-округлый, на верхушке округлый или слегка выемчатый. Остроконечие лодочки тонкое, около 1 мм длиной. Бобы продолговато-яйцевидные, с мелкими оттопыренными белыми и чёрными волосками, с широкой брюшной перегородкой. 2n=64.

## Охрана
Вид включён в Красную книгу России и в Красную книгу Сахалинской области.